# 喪の山
「喪の山」（The Mountains of Mourning）は、アメリカの作家ロイス・マクマスター・ビジョルドによるサイエンスフィクションの中編小説。本作はヴォルコシガン・サガの一部であり、時系列としては『戦士志願』と『ヴォル・ゲーム』の間に位置する。本作は1990年のヒューゴー賞 中長編小説部門および1989年のネビュラ賞 中長編小説部門を受賞した。
本作は1989年の『アナログ・サイエンス・フィクション・アンド・ファクト』に発掲載された。その後、オムニバス版のVorkosigan's Game、Young MilesおよびBorders of Infinityに収録された。日本語訳は小木曽絢子訳で中短編集『無限の境界』（ISBN 978-4-488-69804-1）に収録された。

## あらすじ
マイルズは帝国軍士官学校を卒業したばかりで、両親と共に領地のヴォルコシガン・サールー村に滞在している。シルヴィー谷の辺鄙な村から女が三日がかりで歩いて来て、口唇裂と口蓋裂だった赤ん坊が殺されたと訴える。マイルズの父は、国守としての経験を積ませるために自分の「声」（全権代理）として事件を調査するよう村に送りだす。マイルズは謎を解き、正義と慈悲をもたらす。

## 評価
「喪の山」は1989年のネビュラ賞 中長編小説部門を受賞し、1990年にはヒューゴー賞 中長編小説部門を受賞した。